# Botswana International 2019
Die Botswana International 2019 im Badminton fanden vom 21. bis zum 24. November 2019 im Lobatse Stadium in Lobatse statt. 

## Sieger und Platzierte
| Disziplin    | Gold                              | Silber                                      | Bronze                                   |
| ------------ | --------------------------------- | ------------------------------------------- | ---------------------------------------- |
| Herreneinzel | Cameron Coetzer                   | Robert Summers                              | Caden Kakora                             |
| Herreneinzel | Cameron Coetzer                   | Robert Summers                              | Bongani von Bodenstein                   |
| Dameneinzel  | Johanita Scholtz                  | Megan de Beer                               | Jabulile Geninda                         |
| Dameneinzel  | Johanita Scholtz                  | Megan de Beer                               | Cayleen Miller                           |
| Herrendoppel | Jason Mann Bongani von Bodenstein | Cameron Coetzer Jarred Elliott              | Keletso King Gaeemelwe Tshimologo Rasta  |
| Herrendoppel | Jason Mann Bongani von Bodenstein | Cameron Coetzer Jarred Elliott              | Caden Kakora Robert Summers              |
| Damendoppel  | Megan de Beer Johanita Scholtz    | Michelle Butler-Emmett Kerry-Lee Harrington | Elizaberth Chipeleme Ngandwe Miyambo     |
| Damendoppel  | Megan de Beer Johanita Scholtz    | Michelle Butler-Emmett Kerry-Lee Harrington | Jabulile Geninda Cayleen Miller          |
| Mixed        | Jarred Elliott Megan de Beer      | Jason Mann Johanita Scholtz                 | Cameron Coetzer Michelle Butler-Emmett   |
| Mixed        | Jarred Elliott Megan de Beer      | Jason Mann Johanita Scholtz                 | Bongani von Bodenstein Lehandre Schoeman |